# Vittorio Inzaina
Vittorio Inzaina (Telti, 28 maggio 1942 – Telti, 16 novembre 2019) è stato un cantante italiano.

## Biografia
Prima del successo come cantante lavorava come muratore nel suo paese natale, Telti, piccolo centro della Gallura a pochi chilometri da Olbia.
Il 10 Ottobre 1964 trionfa all’ottava edizione del Festival di Castrocaro con il brano ‘Adesso no’, applaudito da un parterre di prestigio formato da Domenico Modugno, Milva, Ornella Vanoni. Giorgio Gaber, Fred Bongusto, Little Tony,Nilla Pizzi e Petula Clark
Vincendo il Festival di Castrocaro nel 1964 acquisì il diritto a partecipare al Festival di Sanremo 1965 con il brano Si vedrà, in abbinata con il gruppo pop malgascio Les Surfs, raggiungendo la finale e classificandosi secondo a pari merito con altri. Inzaina fu il primo cantante sardo a salire sul palco di Sanremo.
Grande successo ebbe con la canzone Ti vedo dopo messa, presentata al Cantagiro 1965, cover in italiano di un successo country statunitense, Big Man in Town di Frankie Valli (membro dei The Four Season). Di lui si ricorda anche il 45 giri del 1973 La voce/Azzurro amore (lago di Garda), prodotto dalla casa discografica City.
Il 3 aprile 2008 fu citato, insieme alla sua canzone, nel programma Il Dottor Djembe; via dal solito tam tam condotto su RadioTre da David Riondino e Stefano Bollani.
Dopo essersi dedicato per qualche anno al liscio, divenne consulente musicale per la casa discografica City. Negli ultimi anni tornò a vivere a Telti, dove è morto il 16 novembre 2019, a 77 anni, dopo una lunga malattia.
In suo onore l'amministrazione comunale di Telti nel 2022 ha indetto il "Premio Vittorio Inzaina"riservato ai giovani artisti Sardi ed il premio "Isola Incantata"riservato ad artisti Sardi che hanno dato lustro alla Regione.

## Discografia parziale

### Album
- 1996: Il meglio di Vittorio Inzaina (DV More Record)
- 2010: Riflessi musicali (City)

### Singoli
- 1964: Questa è la prima volta/La gente va dicendo (CGD, N 9527)
- 1965: Si vedrà/Ogni sera accanto a te (CGD, N 9531)
- 1965: Ti vedo dopo messa/Se non hai nessuno al mondo (CGD, N 9537)
- 1965: Faccia tosta/È per il tuo bene (CGD, N 9597)
- 1966: Viva quelli come me/Come si può (CGD, N 9614)
- 1966: Quando io partii/Cappuccetto Rosso (CGD, N 9642)
- 1967: Barbagia/Ave Maria sarda (IPM, 3296)
- 1972: Welcome to Costa Smeralda/La prima donna (City, C 6273)
- 1973: La voce/Azzurro amore (lago di Garda) (City, C 6283)